# 영달
영달(甯達)은 당나라의 인물이다. 측천무후가 정권을 잡고 있을 때 애주자사(愛州刺史)에 임명되었다.